# 닉 코더로
닉 코더로(Nick Cordero, 1978년 9월 17일 ~ 2020년 7월 5일)는 캐나다의 뮤지컬 배우이다. 브로드웨이에서 공연하며 토니상 후보에 한 번, 드라마 데스크상 후보에 두 번 올랐다.
2008년 톡식 어벤저로 데뷔했다. 2014년 브로드웨이 뮤지컬 브로드웨이를 쏴라에 출연하여 토니상 후보와 드라마 데스크상 후보에 올랐다.
2020년 3월 코로나19에 감염됐다는 진단을 받고 30일 입원했다. 증세가 심각해 체외막산소공급(ECMO) 치료를 받았으며 합병증으로 오른쪽 다리를 절단하기까지 했다. 석 달이 넘는 투병 끝에 7월 5일 로스엔젤레스 시다스 시나이 메디컬센터에서 사망하였다.